# غلين هاورتون
غلين فرانكلين هاورتون الثالث (ولد في 13 أبريل 1976 في اليابان)، ممثل، منتج، وكاتب أمريكي. أشتهر بدور دينيس رينولدز بالمُسلسل الكوميدي فيلاديلفيا دائماً مشمسة على قناة «FX/FXX» والذي كان منتجاً منفذا فيه أيضاً.

## نشأتهُ
ولد هاورتون في اليابان، لوالدين أمريكيين، جانيس وغلين فرانكلين هاورتون الابن. طيار مقاتل. تربى غلين في الاباما، لندن وكوريا الجنوبية. تخرج من مدرسة جيفرسون ديفيس الثانوية في مونتغومري، الاباما، امضى غلين سنتين في مدرسة العالم الجديد للفنون في ميامي، فلوريدا. وكان عضواً في مجموعة 29 من فسم الدراما في مدرسة جوليارد (1996-2000)، وحصل على بكالوريوس في الفنون الجميلة.

## حياتهُ المهنية
في 2002، ظهر هاورتون بالمسلسل الكوميدي «ذات 80 شو»، وبعدها بسنة ظهر بمسلسل «ER» بدور الدكتور نيك كوبير في 2003. وظهر أيضا بأدوار صغيرة في أفلام مثل: علينا أن نحب الكلاب (2005)، السكون (2005)، إسبوعين (2006)، الغرباء (2008)، كرانك (2006)، وكرانك: هاي فولتج (2009). كما يؤدي غلين دور إيرني كرنكليساك شخصية متكررة بمسلسل الرسوم المتحركة ذا كليفلاند شو، ودوراً اخراً في مسلسل مشروع ميندي على قناة «Fox» ومسلسل فارغو على قناة «FX». في 2013 ظهر غلين في الفيلم الكوميدي مدينة القهوة.

## حياتهُ الشخصية
في 8 سبتمبر، 2009، تزوج هاورتون بالممثلة جيل لاتيانو، التي ظهرت في إحدى حلقات مسلسل فيلاديفيا دائما مشمسة. في 2011، انجبت لاتيانيو طفلهما الأول مايلز. وانجبا طفلهما الثاني آيلي راي في أغسطس 2014.

## سيرتهُ المهنية

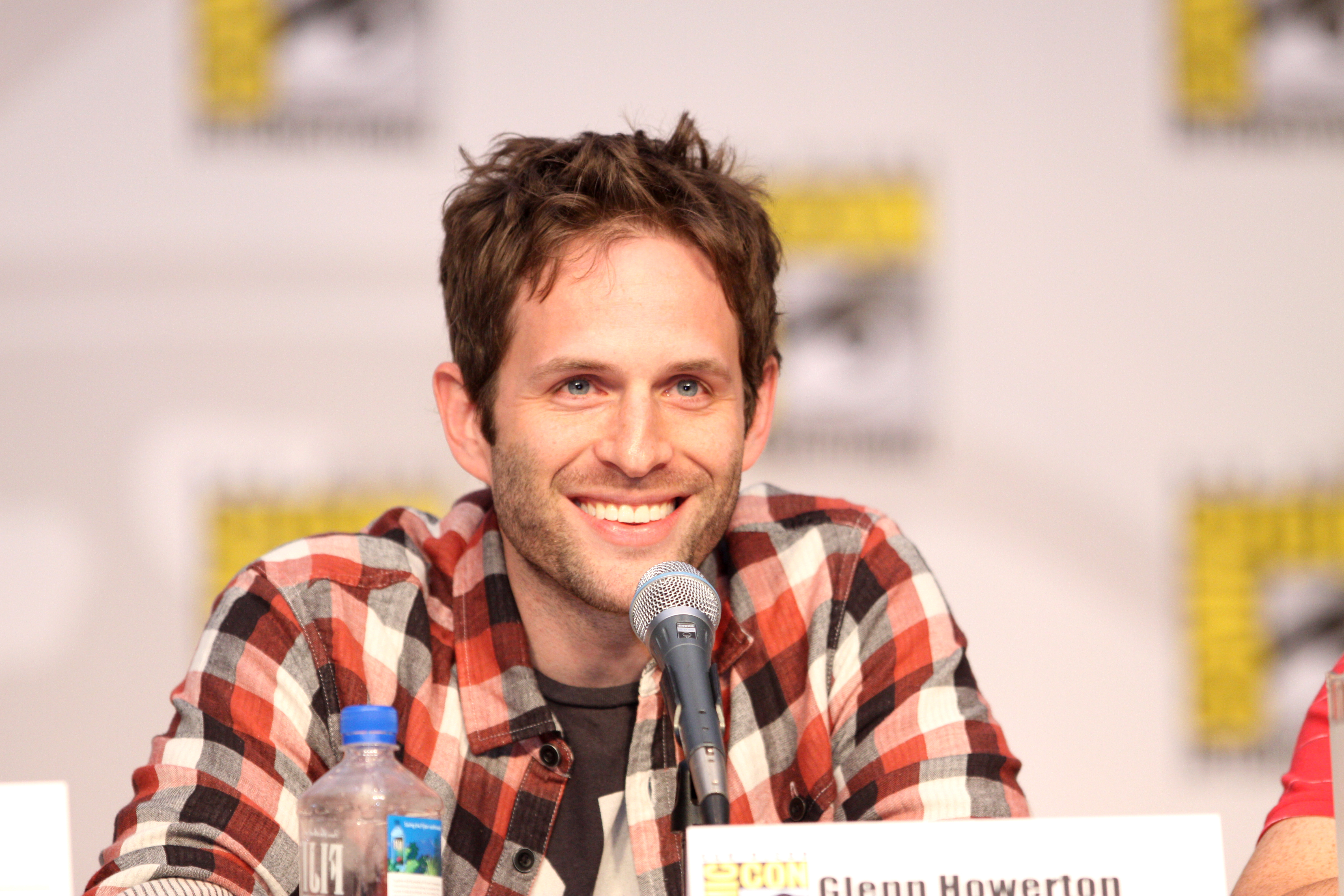
غلين في كومك-كون

### سينما
| السنة | العنوان             | العنوان             | الدور         | ملاحظات       |
| السنة | بالعربية            | بالإنجليزية         | الدور         | ملاحظات       |
| ----- | ------------------- | ------------------- | ------------- | ------------- |
| 2002  | فوضى ليلة الاثنين   | Monday Night Mayhem | ديك إيبرسول   | فيلم تلفزيوني |
| 2005  | علينا أن نحب الكلاب | Must Love Dogs      | مايكل         |               |
| 2005  | السكون              | Serenity            | لايلاك يونغ   |               |
| 2006  | كرانك               | Crank               | الدكتور       |               |
| 2006  | إسبوعين             | Two Weeks           | ماثيو بيرغمان |               |
| 2008  | الغرباء             | The Strangers       | مايك          |               |
| 2008  | أربعاء سعيد         | Happy Wednesday     | سبينسر سكوت   |               |
| 2009  | كرانك: هاي فولتج    | Crank: High Voltage | الدكتور       | فيلم قصير     |
| 2010  | كل شيء يجب أن يذهب  | Everything Must Go  | غاري          |               |
| 2013  | مدينة القهوة        | Coffee Town         | ويل           |               |

### تلفاز
| السنة     | العنوان                 | العنوان                           | الدور             | ملاحظات                   |
| السنة     | بالعربية                | بالإنجليزية                       | الدور             | ملاحظات                   |
| --------- | ----------------------- | --------------------------------- | ----------------- | ------------------------- |
| 2002      | الوظيفة                 | The Job                           | الشاب             | 1 حلقة                    |
| 2002      | ذات 80 شو               | That '80s Show                    | كوري هاوارد       | 13 حلقة                   |
| 2003      | إي آر                   | ER                                | الدكتور نيك كوبير | 6 حلقات                   |
| 2005-الآن | فيلاديلفيا دائماً مشمسة  | It's Always Sunny in Philadelphia | دينيس رينولدز     | دور رئيسي، مُعد كاتب ومنتج |
| 2009      | أمريكان داد!            | American Dad                      |                   | 1 حلقة                    |
| 2009-2010 | غلين مارتن، دي. دي. أس. | Glenn Martin, DDS                 | عدة أصوات         | 3 حلقات                   |
| 2009-2013 | ذا كليفلاند شو          | The Cleveland Show                | عدة أصوات         | 30 حلقة                   |
| 2012      | بدون رقابة              | Unsupervised                      | لو توكيرز         | 3 حلقات                   |
| 2013-2015 | مشروع ميندي             | The Mindy Project                 | كليف غيلبيرت      | 11 حلقات                  |
| 2014-2015 | فاميلي غاي              | Family Guy                        | عدة أصوات         | 4 حلقات                   |
| 2014      | فارغو                   | Fargo                             | دون تشمب          | 5 حلقات                   |

## وصلات خارجية
- غلين هاورتون على موقع IMDb (الإنجليزية)
- غلين هاورتون على موقع ألو سيني (الفرنسية)
- غلين هاورتون على موقع ميوزك برينز (الإنجليزية)
- غلين هاورتون على موقع أول موفي (الإنجليزية)
- غلين هاورتون على موقع قاعدة بيانات الأفلام السويدية (السويدية)
- غلين هاورتون على موقع إن إن دي بي (الإنجليزية)
- غلين هاورتون على موقع قاعدة بيانات الفيلم (الإنجليزية)
- غلين هاورتون على موقع كينوبويسك (الروسية)